# Денис Лоу
Денис Лоу (енгл. Denis Law; Абердин, 24. фебруар 1940 — Абердин, 17. јануар 2025) био је шкотски фудбалер.

## Kаријера

### Kлуб
Дебитовао је 1956. године за Хадерсфилд Таун, где је провео четири сезоне играјући у 81 лигашком мечу.
Касније је играо за Манчестер Сити и Торино од 1960. до 1962. године.
Прешао је у Манчестер јунајтед 1962. године. За тим из Манчестера играо је наредних једанаест сезона своје играчке каријере. Већину времена је био стандардни првотимац. Играо је на позицији нападача, био је један од најбољих стрелаца екипе. За то време освојио је титулу победника ФА купа, постао првак Енглеске (два пута), победник енглеског Супер купа (два пута), освајач Купа европских шампиона 1968. године. Добитник је Златне лопте за 1964. годину, годишње фудбалске награде коју додељује париски спортски лист — Франс фудбал.
Завршио је професионалну играчку каријеру 1974. године у Манчестер Ситију, где је раније играо.

### Репрезентација
Године 1958. дебитовао је на званичним утакмицама за репрезентацију Шкотске. Током каријере у дресу репрезентације, која је трајала 17 година, одиграо је 55 утакмица и постигао 30 голова.
Као део националног тима био је учесник Светског првенства у Немачкој 1974. године.

## Смрт
Преминуо је 17. јануара 2025. године.